# IJzel

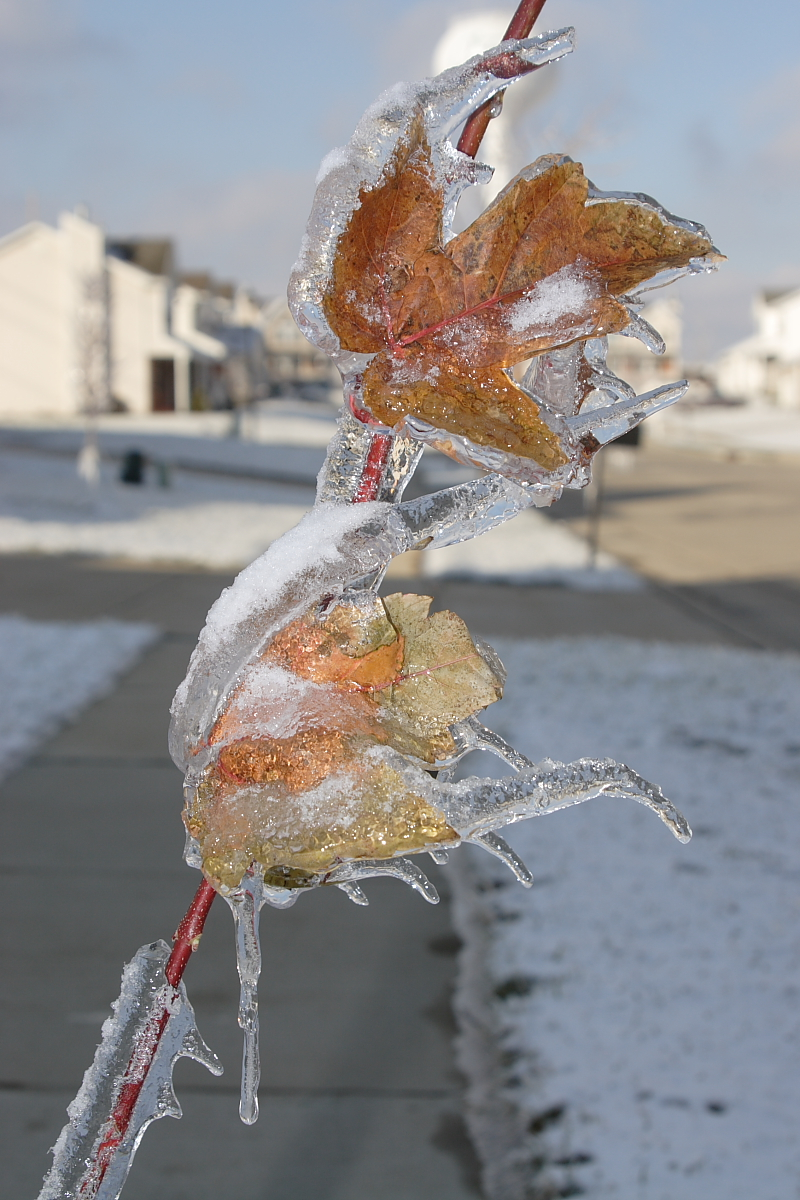

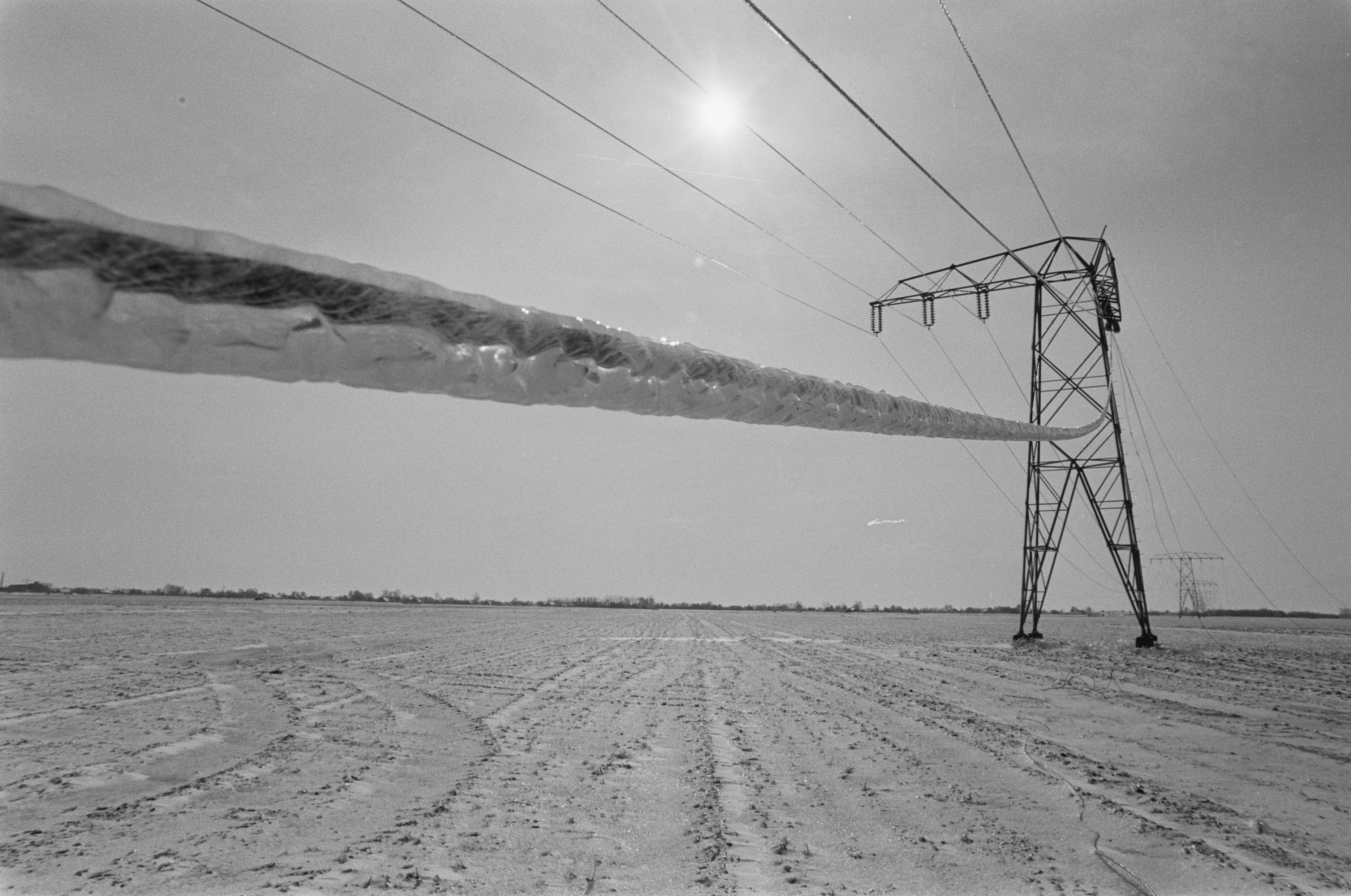
IJzel aan hoogspanningsdraden

IJzel is onderkoelde regen, die bij aanraking van een voorwerp of oppervlakte, in ijs overgaat.

## Ontstaan
Het ijslaagje kan zich op verschillende manieren vormen, meestal aan het eind van een vorstperiode, wanneer de grond bevroren is en er nog een koude luchtlaag aanwezig is van onder het vriespunt. Dat is goed mogelijk omdat de grond vaak langer koud blijft dan de lucht die er overheen stroomt. Een dooiaanval begint meestal op enige honderden meters hoogte, waar de minder koude lucht binnenstroomt. De koudere vrieslucht heeft door haar lagere temperatuur een groter gewicht dan de zachtere lucht. Daardoor weet de vorst zich aan het aardoppervlak het langst te handhaven. Als de koude lucht hardnekkig is, spreken we van een 'koude plaklaag'.
De neerslag valt dan in de vorm van regen uit de zachte lucht, maar de druppels koelen onderweg in de koude lucht weer af tot onder het vriespunt, men spreekt daarom van onderkoelde regen. Er treedt geen bevriezing van de regendruppels op, omdat de daarvoor in de druppels benodigde groeikernen (stof of andere vorm van aerosolen) afwezig zijn. Zodra de regen de grond of een voorwerp bereikt, wordt de onderkoelde regen direct wel omgezet in ijs. Het ijs dat zo ontstaat, wordt ijzel genoemd. Bevriest de regen al in de lucht tot fijne ijskorreltjes, dan spreekt men van ijsregen. IJzel leidt altijd tot gladheid, maar ijsregen soms ook: als de druppels niet helemaal bevroren zijn, kan ijsregen aan de grond vastvriezen en een ijslaagje vormen.
Als er regen valt die niet onderkoeld is maar wel bevriest op de grond, mag er in de meteorologie strikt genomen niet gesproken worden van ijzel, men spreekt dan van aanvriezende regen. Bij deze neerslagvorm vindt bevriezing alleen plaats op voorwerpen die een temperatuur onder nul graden Celsius hebben. Meestal wordt daartussen in weersverwachtingen en -waarschuwingen geen onderscheid gemaakt.
De neerslag die uiteindelijk als ijzel valt begint, net als de meeste regen, in de vorm van sneeuw op enkele kilometers hoogte, smelt tot regen in de warmere luchtlaag, en raakt dan in de onderste luchtlaag, waar het nog vriest, onderkoeld.

## Verkeersproblemen

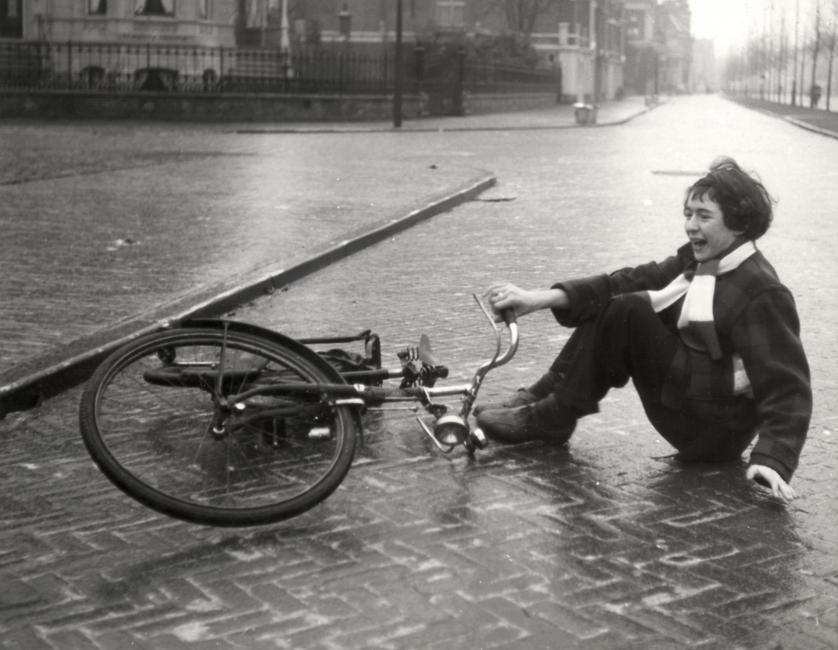
Fietsster glijdt uit door ijzel

Het verkeer ondervindt vaak veel hinder van ijzel op de weg. Ook elektrische treinen en trams kunnen stilvallen als zich ijzel op de bovenleiding heeft afgezet. In extreme gevallen vormt zich een spiegelgladde laag op alle verharde oppervlakken waardoor autorijden, fietsen en lopen riskant zijn. Sinds 1980 is bijvoorbeeld in Nederland er meerdere keren zware hinder opgetreden als het gevolg van ijzel. Bekende voorbeelden hiervan zijn de ijzel van 2 maart 1987 en de ijzel van januari 2016.

## Symbolen
De volgende weerkundige symbolen worden gebruikt op weerkaarten:
| Symbolen | Nr. | Beschrijving                                               |
| -------- | --- | ---------------------------------------------------------- |
|          | 24  | Regen met ijzel of motregen met ijzel in het afgelopen uur |
|          | 56  | Lichte motregen met ijzel                                  |
|          | 57  | Matige of zware motregen met ijzel                         |
|          | 66  | Lichte regen met ijzel                                     |
|          | 67  | Matige of zware regen met ijzel                            |